# Mino Denti
Mino Denti es un exciclista profesional italiano, nacido en Soncino el 5 de febrero de 1945. Fue profesional de 1966 a 1970. 

## Palmarés
1965
- Campeón del mundo en contrarreloj por equipos

1966
- Tour del Porvenir
- 3.º en el Campeonato del mundo en contrarreloj por equipos

1969
- Giro del Veneto

## Resultados en Grandes Vueltas y Campeonatos del Mundo
Durante su carrera deportiva consiguió los siguientes puestos en las Grandes Vueltas y en los Campeonatos del Mundo en carretera:
| Carrera         | 1966 | 1967 | 1968 | 1969 | 1970 |
| --------------- | ---- | ---- | ---- | ---- | ---- |
| Giro de Italia  | -    | 53.º | -    | -    | -    |
| Tour de Francia | -    | -    | 61.º | -    | -    |
| Vuelta a España | -    | -    | Ab.  | -    | -    |
| Mundial en ruta | -    | -    | -    | -    | -    |

-: No participa

Ab.: Abandono